# Ричардсон, Ша’Карри
Ша’Карри Ри́чардсон (англ. Sha'Carri Richardson; род. 25 марта 2000[…], Даллас, Техас) — американская легкоатлетка, бегунья на короткие дистанции, олимпийская чемпионка 2024 года, двукратная чемпионка мира 2023 года, чемпионка США в 2023—2024 годах. Выступает в беге на 60, 100, 200 метров.
На спортивной арене Ша’Карри известна своими яркими образами: длинными ногтями и яркими волосами. Спортсменка отмечает, что её стиль вдохновлен стилем Флоренс Гриффит Джойнер.

## Биография
Ричардсон воспитывали её бабушка Бетти Харп и тетя. В 2021 году, за неделю до её отборочного забега на летние Олимпийские игры 2020 года, умерла её биологическая мать.
В 2021 году Ричардсон заявила, что у неё есть девушка.

## Спортивная карьера
В апреле 2021 года Ричардсон установила новый личный рекорд — 10,72 секунды, став шестой самой быстрой женщиной всех времён (на тот момент) и четвёртой самой быстрой американкой в истории лёгкой атлетики. Она квалифицировалась на летние Олимпийские игры 2020 года после победы в беге на 100 метров с результатом 10,86 секунды. Однако 1 июля стало известно, что у Ричардсон был положительный результат теста на употребление каннабиса, что аннулировало её победу и лишило её права выступать на дистанции 100 м на Олимпийских играх в Токио. После успешного прохождения программы консультирования, она согласилась на месячный период дисквалификации, который начался 28 июня 2021 года.
В июле 2023 года она стала чемпионкой США в беге на 100 метров, пробежав за 10,82 сек (в забеге 10,71 — рекорд чемпионатов США).
На чемпионате мира 2023 года в Будапеште американская бегунья победила в беге на 100 метров с рекордом чемпионатов мира — 10,65 сек. Через несколько дней на дистанции 200 метров она завоевала бронзовую медаль с результатом 21,92 секунды.

## Соревнования
предварительные забеги/соревнования
| Год  | Соревнование     | Город    | Дистанция        | Дата       | Результат      | Место               | Видео/Фото/ Кинограмма |
| ---- | ---------------- | -------- | ---------------- | ---------- | -------------- | ------------------- | ---------------------- |
| 2023 | Чемпионат мира   | Будапешт | 100 м            | 20 августа | 10,92          | 1 Q (забег 5)       |                        |
| 2023 | Чемпионат мира   | Будапешт | 100 м            | 21 августа | 10,84          | 3 Q (полуфинал 2)   |                        |
| 2023 | Чемпионат мира   | Будапешт | 100 м            | 21 августа | 10,65 CR       | I                   |                        |
| 2023 | Чемпионат мира   | Будапешт | 200 м            | 23 августа | 22,61          | 1 Q (забег 2)       |                        |
| 2023 | Чемпионат мира   | Будапешт | 200 м            | 24 августа | 22,20          | 4 Q (2 полуфинал 3) |                        |
| 2023 | Чемпионат мира   | Будапешт | 200 м            | 25 августа | 21,92 PB       | III                 |                        |
| 2023 | Чемпионат мира   | Будапешт | эстафета 4×100 м | 25 августа | 41,03 CR       | I                   |                        |
| 2024 | Олимпийские игры | Париж    | 100 м            | 2 августа  | 10,94          | 4 Q (1 забег 1)     |                        |
| 2024 | Олимпийские игры | Париж    | 100 м            | 3 августа  | 10,89 (10,884) | 2 Q (полуфинал 2)   |                        |
| 2024 | Олимпийские игры | Париж    | 100 м            | 3 августа  | 10,87          | II                  |                        |
| 2024 | Олимпийские игры | Париж    | эстафета 4×100 м | 8 августа  | 41,94          | 1 Q (забег 1)       |                        |
| 2024 | Олимпийские игры | Париж    | эстафета 4×100 м | 9 августа  | 41,78          | I                   |                        |

### Комментарии
1. ↑  +4,1 м/с
2. ↑  +2,6 м/с
3. 1 2 3  Состав команды: Мелисса Джефферсон, Тваниша Терри, Габриэль Томас, Ша’Карри Ричардсон
4. 1 2  Состав команды: Тамари Дэвис[англ.], Тваниша Терри, Габриэль Томас, Ша’Карри Ричардсон